# Mount Angel
Mount Angel è una città degli Stati Uniti d'America, nella Marion nello Stato dell'Oregon. Conta 2.287 abitanti.